# Stand and Sing of Zambia, Proud and Free
Stand and Sing of Zambia, Proud and Free of Lumbanyeni Zambia is het volkslied van Zambia. De melodie is afkomstig van het lied Nkosi sikelel' iAfrika gecomponeerd door de Zuid-Afrikaanse Enoch Sontonga in 1897.

## Engelse versie
Stand and sing of Zambia, proud and free,
Land of work and joy in unity,
Victors in the struggle for the right,
We've won freedom's fight.
All one, strong and free.
Africa is our own motherland,
Fashion'd with and blessed by God's good hand,
Let us all her people join as one,
Brothers under the sun.
All one, strong and free.
One land and one nation is our cry,
Dignity and peace 'neath Zambia's sky,
Like our noble eagle in its flight,
Zambia, praise to thee.
All one, strong and free.
Praise be to God.
Praise be, praise be, praise be,
Bless our great nation,
Zambia, Zambia, Zambia.
Free men we stand
Under the flag of our land.
Zambia, praise to thee!
All one, strong and free.

## Nyanja versie
Imani timtamande Zambia,
Dziko la cimwemwe ndi umodzi
Ife tinamenyera ufulu,
Tinapata ufuluwu:
Umodzi ndi mphamvu
Africa ndiye Mayi wathu
Dzanja la Mbuye lamdalitsa
Tiyeni tonse tigwirizane
Ndife abale m'dziko:
Umodzi ndi mphamvu
Dziko limodzi, mtundu umodzi
Ndi cilakolako cathutu
Ulemu ndi mtendere m'dziko
Monga nkwazi m'mwamba:
Umodzi ndi mphamvu
Timtamande Mlungu, Mlungu wathu,
Adalitse Zambia, Zambia Zambia
Omasuka pansi pa ndembela yathu
Zambia timtamande:
Umodzi ndi mphamvu. 

## Bemba versie
Lumbanyeni Zambia, no kwanga,
Ne cilumba twange tuumfwane,
Mpalume sha bulwi twa cine,
Twaliilubula.
Twikatane bonse.
Bonse tuli bana ba Africa,
Uwasenaminwa na Lesa,
Nomba bonse twendele pamo,
Twaliilubula.
Twikatane bonse.
Fwe lukuta lwa Zambia lonse,
Twikatane tubyo mutende,
Pamo nga lubambe mu mulu,
Lumbanyeni Zambia.
Twikatane bonse.
Lumbanyeni,
Lesa, Lesa, wesu,
Apale calo,
Zambia, Zambia, Zambia.
Fwe bantungwa
Mu luunga lwa calo.
Lumbanyeni Zambia.
Twikatane bonse.
Onafhankelijke staten: Algerije · Angola · Benin · Botswana · Burkina Faso · Burundi · Centraal-Afrikaanse Republiek · Comoren · Congo-Brazzaville · Congo-Kinshasa · Djibouti · Egypte · Equatoriaal-Guinea · Eritrea · Ethiopië · Gabon · Gambia · Ghana · Guinee · Guinee-Bissau · Ivoorkust · Kaapverdië · Kameroen · Kenia · Lesotho · Liberia · Libië · Madagaskar · Malawi · Mali · Marokko · Mauritanië · Mauritius · Marokko · Mozambique · Namibië · Niger · Nigeria · Oeganda · Rwanda · Sao Tomé en Principe · Senegal · Seychellen · Sierra Leone · Somalië · Soedan · Swaziland · Tanzania · Tsjaad · Togo · Tunesië · Zambia · Zimbabwe · Zuid-Afrika · Zuid-Soedan
Niet algemeen erkende landen: Somaliland · Westelijke Sahara
Afhankelijke gebieden: Mayotte · Réunion (onofficieel) · Saint Helena, Ascension and Tristan da Cunha (onofficieel)